# Гольдблат, Яков Семёнович
Яков Семёнович Гольдблат (Янкель Шимелевич) (13 октября 1860, Сувалки, Царство Польское — 25 января 1929, Вильно) — российский живописец и график, преподаватель, основатель классов живописи и рисования при Императорской Академии художеств.

## Биография
В 1878 году окончил Виленскую рисовальную школу И. П. Трутнева и сразу же перешёл в Императорской Академии художеств, где учился у Павла Чистякова. Получил медали: малые серебряные (1880 и 1883), две большие серебряные (1884) и малую золотую («Приам умоляет Ахиллеса отдать тело сына Гектора», 1887). Получал Императорскую стипендию (350 рублей в год).
В 1888 году был удостоен Большой золотой медали ИАХ и звания классного художника 1-й степени за программу «Сократ в темнице перед смертью». Также получил право на учебную поездку в Италию.
В 1889—1894 годы — пенсионер ИАХ в Италии. Писал картины на исторические темы и портреты, автор живописных произведений: «Рицпа сторожит распятых сыновей своих» (1892), «Старик» (1894), «Пифагореец», «Дочь патриция», «Замечтавшаяся римлянка», «Портрет господина Л.» (1896), «Девочка», «Портрет Нины Александровны Сапожниковой».
С 1892 года — участник выставок. Экспонировался на выставках в залах Императорской Академии художеств (1892—1894), Общества русских акварелистов (1895, 1899), Общества художников исторической живописи (1895) в Петербурге и Москве; Всероссийской промышленной и художественной выставке в Нижнем Новгороде (1896).
В 1895—1899 годы работал в Ростове-на-Дону, затем обосновался Петербурге, где учредил одну из первых школ живописи и рисования в городе. Классы живописи и рисования Гольдблата (1898—1917) имели официальный статус подготовительных курсов к поступлению в Академию художеств и ею же субсидировались. Благодаря ходатайству графа И. И. Толстого в 1900 году школа была передана в ведение Министерства императорского двора). Располагалась по адресу Екатерингофский проспект, дом 20. В числе учеников школы Гольдблата были О. Ф. Амосова-Бунак, Д. И. Архангельский, В. Д. Бубнова, М. Ф. Домрачёв, Р. М. Идельсон, К. К. Крон, В. В. Лазаркевич, П. М. Лебедев, Г. К. Лукомский, С. Г. Писахов, Н. Э Радлов, А. Н. Самохвалов, В. Н. Талепоровский, В. Д. Фалилеев, С. А. Шишов, В. М. Юстицкий, А. Е. Яковлев. Свою преподавательскую деятельность в школе Гольдблата начинал М. Д. Бернштейн.

В Петербурге художник Гольдблат Я. С., глядя на этюд мечети, покрывающей могилы Авраама, Исаака, Иакова, расплакался.
— Что с Вами?
— Сейчас я не художник, я старый еврей. Продайте!
Я у него уже учился, и бесплатно: мои работы оставались собственностью мастерской. Этюд остался у Гольдблата.
— художник С. Г. Писахов.
В 1912 году работы учеников демонстрировались на молодежной выставке, устроенной Художественно-артистической ассоциацией.

— Впрочем, вы ведь запоздали… Гольдблат уже не принимает учеников, а наряду с Савинским и Бруни он был любимейший ученик Чистякова! Поучиться у него — это верный шанс… Хотя, конечно, — экзамен всегда случайность!.. Есть еще студия Кремера… но это… это… «тех же щей да пожиже влей!»— художник В. А. Милашевский.
После революции эмигрировал в Вильно, где продолжил преподавательскую деятельность. С 1918 года работал учителем рисования в Вильнюсе, в 1924 году организовал частные художественные курсы при еврейской ремесленной школе «Хильф дурх арбайт» (Hilf durch arbajt). Написал работу «Art of the Jews and other Ancient People». Рукопись не была издана и погибла во время Холокоста.
Скончался 25 января 1929 года в Вильне.

## Наследие
Творчество Я. М. Гольдблата хранится в ряде музейных собраний России, среди них — Астраханская картинная галерея имени П. М. Догадина, Государственный Русский музей, Научно-исследовательский музей Российской Академии художеств. Личное дело Я. С. Гольдблата (Гольдблат Янкель Шимемов) хранится в РГИА.